# Въру (област)
Въру (на естонски: Võru maakond, Въру мааконд) е област разположена в югоизточната част на Естония до границата с Русия и Латвия с площ 2305 кв. км, население 35 782 души (по приблизителна оценка от 1 януари 2019 г.). Разделена е на 13 общини. Административен център на областта е град Въру. В областта има още един град. Неговото име е Антсла.